# 大卫·A·贝尔
大卫·A·贝尔（1962年11月17日—）是一位美国历史学家，专攻法國歷史，特别是法國近代史，2002年获古根海姆奖，2022年当选美国文理科学院院士，主要作品有《发明民族主义：法国的民族崇拜，1680-1800》（The Cult of the Nation in France: Inventing Nationalism, 1680–1800）等。